# Cibulka (vyhlídková věž)
Cibulka je vyhlídková věž ve stejnojmenném pražském parku. Věž je součástí uměle vytvořené zříceniny, jež byla postavena počátkem 19. století. Rozhledna tak je nejstarší v Praze. Z vyhlídky, která se nachází ve výšce 13 metrů a vede na ni 76 schodů, je možné pozorovat Motol, Řepy či Strahov. V roce 2014 prošla stavba rekonstrukcí, jež si vyžádala náklady ve výši dvou milionů korun.

## Galerie

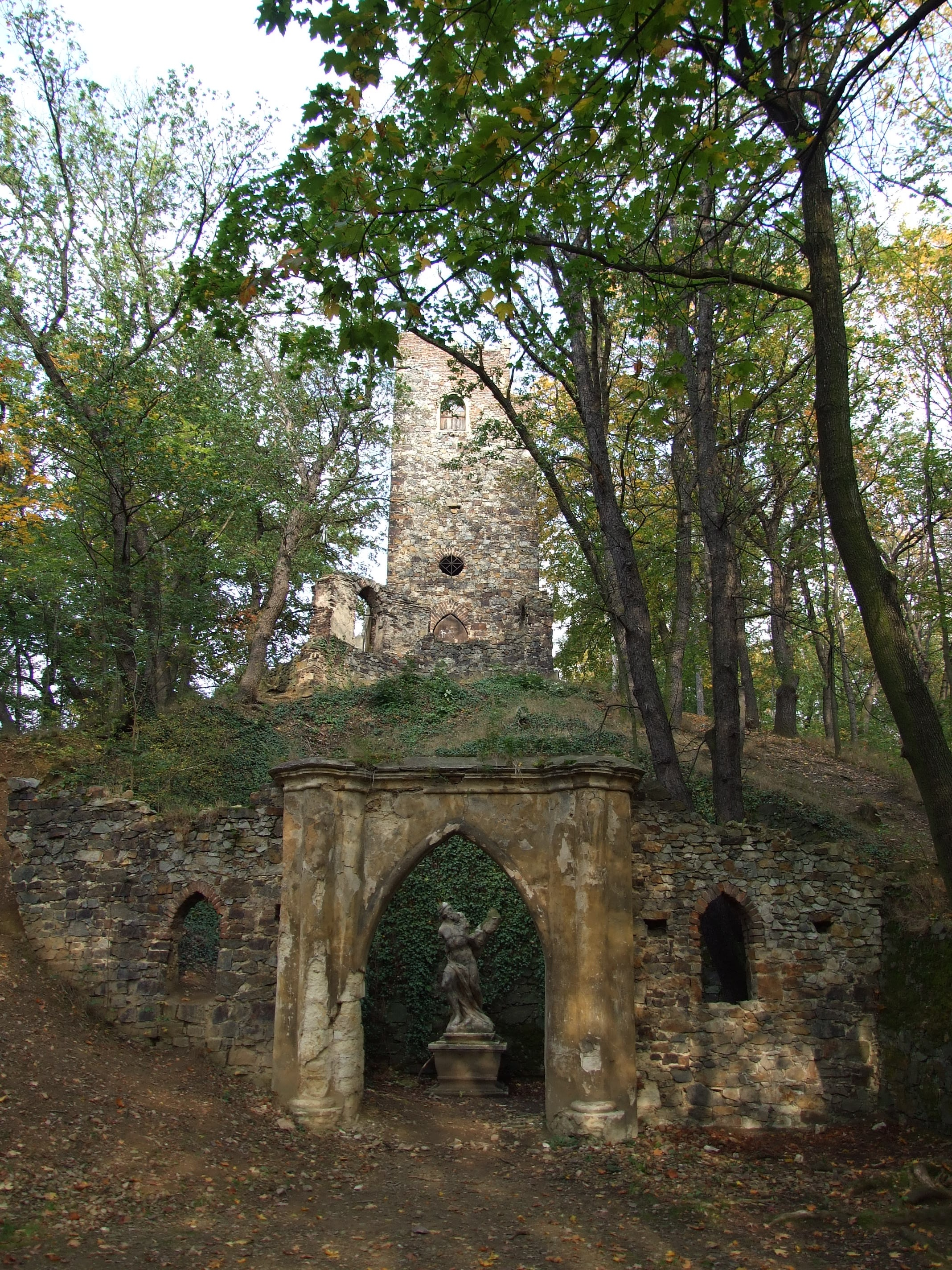
Věž i s umělou jeskyní
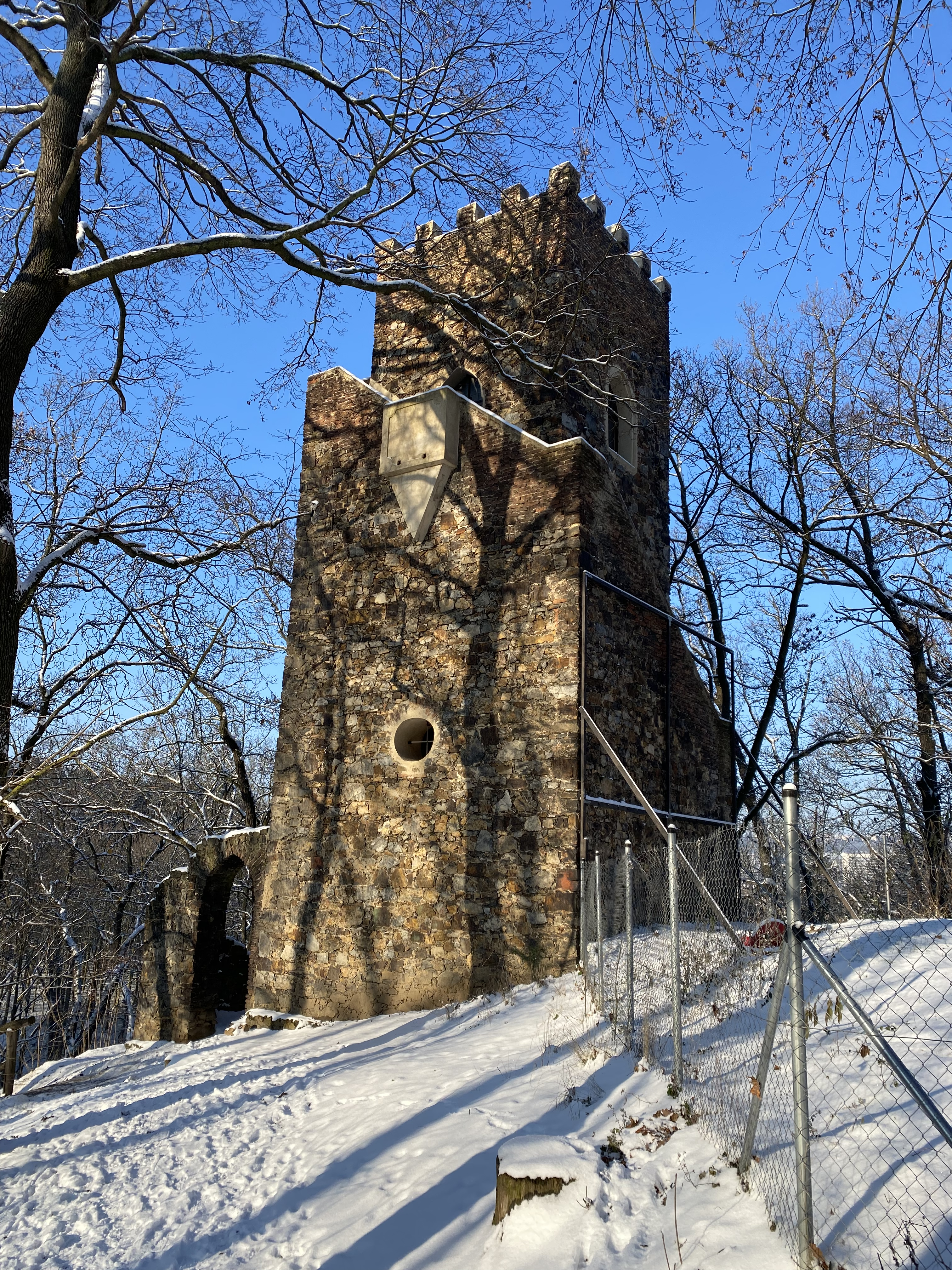
Cibulka rozhledna - zima 2022